# Hemerocampa
Hemerocampa is een geslacht van vlinders van de familie spinneruilen (Erebidae), uit de onderfamilie Lymantriinae.

## Soorten
- H. bipuncta Draudt, 1927
- H. colombiensis Dognin, 1916
- H. coresia Druce, 1897
- H. costaricensis Schaus, 1910
- H. detrita Guérin-Meneville, 1844
- H. falcata Schaus, 1896
- H. guatemalteca Schaus, 1920
- H. inornata Beut., 1890
- H. jalisca Schaus, 1927
- H. leucostigma (J.E. Smith, 1797)
- H. oslari Barnes, 1900
- H. plagiata Walker, 1855
- H. povera Schaus, 1910
- H. pseudotsugata McDunnough, 1921
- H. salvadora Schaus, 1927
- H. vetusta Boisduval, 1852
- H. wardi Riotte, 1971